# Rocas de Liancourt
Las rocas de Liancourt son un grupo de islotes que se ubican en el mar del Japón. Para los surcoreanos y japoneses, se conocen como Dokdo (독도/獨島) y Takeshima (竹島) respectivamente. En la actualidad, el archipiélago se encuentra habitado por dos residentes civiles surcoreanos, Kim Sung-do (김성도) y Kim Shin-yeol (김신열), además de 37 oficiales de la policía nacional surcoreana (독도경비대/獨島警備隊), sin embargo, Japón reclama soberanía sobre él.
Por un lado, Corea del Sur las clasifica como parte del condado de Ulleung, provincia de Gyeongsang del Norte; mientras que Japón las clasifica como parte de la ciudad de Okinoshima, del distrito de Oki, de la prefectura de Shimane.
En 1849, un ballenero francés de El Havre, Le Liancourt, nombró los islotes Rocas de Liancourt. Los rusos las llamaron Rocas de Manalai y Olivutsa en 1854, y los ingleses Rocas Hornet en 1855.
Las rocas de Liancourt, aunque prácticamente inhabitables, son importantes por varias razones. Económicamente, se cree que en su zona económica exclusiva podría haber yacimientos de gas natural. Militarmente, las islas le sirven de base militar al gobierno surcoreano.
Tras décadas de aparente silencio y tranquilidad entre ambas naciones, la disputa volvió a polemizarse entre finales de 2005 y comienzos de 2006.
Mientras que el gobierno japonés afirma que estas islas eran consideradas como un territorio propio de Japón desde el período Edo, tanto Corea del Norte, como Corea del Sur defienden que las rocas de Liancourt pertenecen al reino coreano de Silla desde el 512 d. C. según Samguk Sagi, (Crónicas de los Tres Reinos).
El 14 de julio de 2008, el gobierno surcoreano decide retirar a su embajador en Japón, tras la reafirmación de soberanía sobre las islas por parte de Tokio.

## Historia

### Dokdo en los archivos coreanos

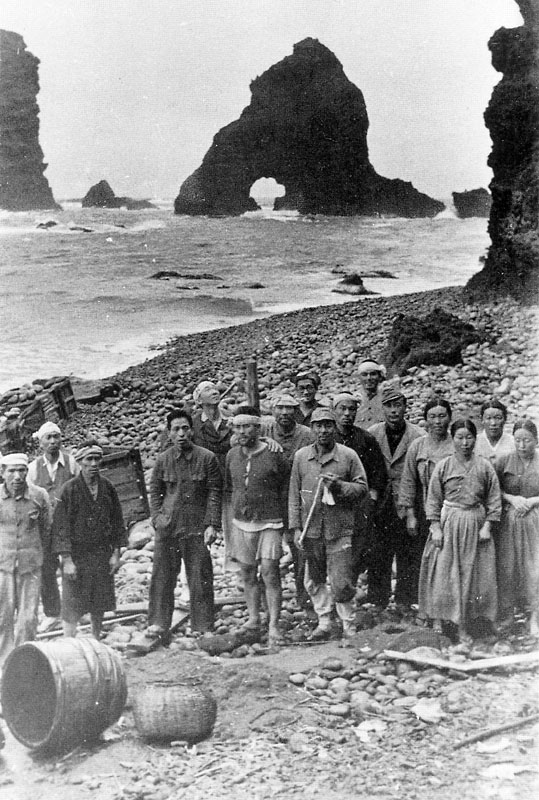
Pescadores en las rocas de Liancourt en 1935 durante la Ocupación japonesa de Corea.

Según Samguk Sagi, (Crónicas de los Tres Reinos), Ulleungdo aparece en los registros coreanos desde la conquista del Reino de Usan (Usan-guk) por el Reino de Silla (57 a. C. – 935 d. C.) en 512 (el decimotercer año del reinado de Jijeung, de Silla). Este hecho queda registrado dos veces en estas crónicas y también en la biografía de Yi Sabu. La isla Ulleung fue llamada por el nombre del país (Usan-guk) o por el nombre de la isla (Ulleung-do). Se afirma claramente que otro nombre para Usanguk es Ulleungdo.

Rey Jijeung (de Silla) / En el decimotercer año (512 d. C.), en junio del verano, la tierra de Usan (Usan-guk) se convirtió en tributaria. Nos rinden homenaje con sus productos locales. Usan-guk está ubicado en una isla al este de la provincia de Myeongju (actual Gangwon), también llamada isla Ulleung (Ulleundo).

Después de 336 años, Sejong sillok jiriji (世宗實錄地理志, (Apéndice geográfico de la Crónica del Rey Sejong) describe como si existieran dos islas., publicado en 1481) :

"la isla Usan (Usando) y Bureung (Ulleungdo) están tan cercanas que se alcanzan a divisar la una desde la otra en los días despejados."

Corea del Sur reclama esta isla Usan como Las rocas de Liancourt.
En Sinjeung dongguk yeoji seungnam (新增東國輿 地勝覽, (Nueva edición ampliada de la geografía de Corea) de 1530, publicada en 1531) y en Man-gi yoram (萬機要覽, (Libro de los diez mil asuntos de estado), de 1808), y Jeungbo munheon bigo (增補文獻備考, (Edición revisada de la compilación aumentada de documentos de referencia sobre Corea), de 1908). La denominación Usan para referirse a Dokdo se utilizó hasta principios del siglo XX.
Después de la invasión de Ulleungdo por Japón, con gran pérdida de vidas humanas, el rey Taejong de la dinastía Joseon (1392-1910) ordenó que los residentes de esta isla fueran traídos a la península en 1417, por la política de “islas vacías”, que prohibió que la gente habitara las islas debido a la preocupación por su seguridad. Esta política de “islas vacías” para Ulleungdo fue derrogada en 1883 cuando el rey Gojong puso en marcha una política de asentamientos y permitió que los residentes regresaran a la isla.

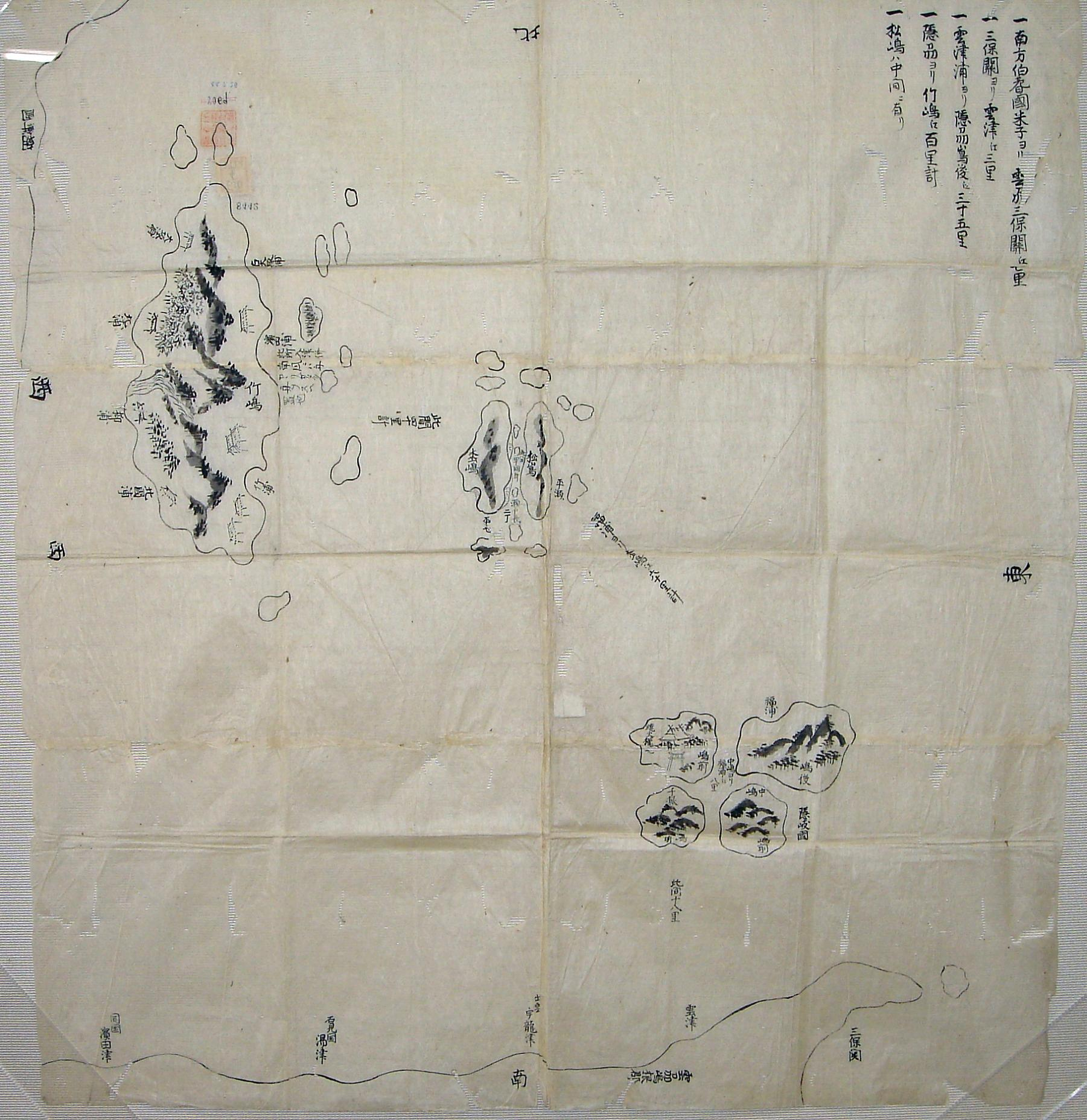
Un mapa japonés que data de 1724, con las islas Oki en la parte inferior derecha, rocas de Liancourt en el centro, y Ulleungdo a la izquierda

Según el gobierno japonés, el primer texto japonés que hace mención de las rocas de Liancourt es Onsubusbicbogoki (Registro de las observaciones en Onsbu). Sin embargo, según este texto, las rocas de Liancourt (denominadas Matsushima en Japón en esa época) y Ulleungdo (denominada Takeshima) formaban parte del territorio de Goryeo, y el límite noroeste de Japón estaba claramente situado en la isla Oki, lo cual confirma que Dokdo/Takeshima y Ulleungdo eran parte del territorio coreano.
Durante la era Tokugawa, Japón reconoció y respetó el hecho de que Ulleungdo fuesen parte del territorio de Joseon. Como ejemplo se puede citar el hecho de que el famoso erudito japonés Hayashi Shihei (1738-1793) hizo dos mapas: “Mapa de los tres países vecinos” (Sangoku setsuchizu) y “Mapa del imperio de Japón” (Nihontaigokuchizu), en los que identificaba las fronteras nacionales y territorios con diferentes colores para cada país: amarillo para Joseon y verde para Japón. Situó Ulleungdo y Dokdo/Takeshima en su situación correcta y no sólo los pintó de amarillo, sino que escribió “perteneciente a Joseon” al lado de las islas, reconociéndolas así como territorio de Joseon.
En 1876, el Departamento del Interior del gobierno Meiji de Japón ordenó a cada prefectura que dibujara un mapa de su territorio para una investigación geográfica nacional y para la elaboración de un mapa. En esa época, el gobernador de la prefectura de Shimane preguntó al Departamento del Interior si Takeshima (Ulleungdo) debían ser incluidas en el mapa de su prefectura y en la investigación geográfica. Después de más de cinco meses investigando los materiales relacionados con Ulleungdo, así como los documentos que se habían intercambiado Japón y Joseon a finales del siglo XVII, el Departamento del Interior japonés concluyó que Ulleungdo eran territorio de Joseon y por ello "no eran asunto de Japón".

### Reivindicaciones japonesas
En 1905, los japoneses preparan la colonización de Corea tomando control de las islas Dokdo, que rebautizan Takeshima 竹島, es decir « islas bambú» en japonés. Pierre Jaillard, miembro del Consejo Nacional Francés de la Información Geográfica, en un artículo de la Comisión Nacional de Toponimia, expone:

"...Ningún bambú crece sobre esas rocas áridas, pero la planta, difícil de desarraigar una vez ha conquistado el territorio podría simbolizar la expansión venidera del Imperio del Sol naciente."

La prefectura de Shimane es la que se hace con el territorio algunos meses antes de la invasión militar de Corea, con el fin de que la anexión no sea considerada como un acto bélico de una nación hacia la otra.
Tras la Segunda Guerra Mundial y la administración de las colonias japonesas por los Aliados, se instituyen una serie de instrumentos internacionales para la regulación, como la conferencia de El Cairo y el Tratado de Paz entre los Aliados y Japón. Los aliados se centran en la determinación de las fronteras de Japón a la vez que devuelven definitivamente todos territorios invadidos por éste, rocas de Liancourt incluidas, a Corea.
La independencia de Corea fue inicialmente prometida por las tres grandes potencias, los Estados Unidos, Reino Unido y China en la conferencia de El Cairo del 27 de noviembre de 1943.
La Declaración de Potsdam del 26 de junio de 1945 aprueba la conferencia de El Cairo manifestando de ese modo que « los términos de la declaración del Cairo serán respetados y la soberanía japonesa será limitada a las islas de Honshū, Hokkaidō, Kyūshū, Shikoku y otras pequeñas islas que nosotros designaremos». La aceptación expresa por la parte de Japón de la Declaración de Potsdam por un acto de sumisión firmado el 2 de septiembre de 1945 legaliza esas dos declaraciones.
Las directivas del Comandante Supremo de los Aliados (SCAP), tituladas « Memorándum concerniente a las separaciones gubernamentales y administrativas de ciertas zonas de Japón» (SCAPIN N. 677), fechadas del 29 de enero de 1946, han sido enviadas al gobierno japonés aplicando el acta de sumisión. El territorio japonés ha sido efectivamente delimitado a las cuatro islas principales del archipiélago y a algunos miles de pequeñas islas vecinas. Las islas Ulleungdo y Quelpart (Jeju) han sido explícitamente excluidas del territorio japonés y restituidas a Corea.
En 1951, según el artículo 2 del Tratado de San Francisco firmado con Japón, este último reconoce y renuncia a todos los derechos, títulos y reivindicaciones sobre Corea. Esta renuncia incluye Quelpart, la isla Dagelet (Ulleungdo) y Port Hamilton (Geomundo). Las rocas de Liancourt figuraban en las primeras versiones del Tratado, pero los Estados Unidos cambian de parecer atribuyendo las Rocas a Japón (un aliado seguro en esta región con riesgo de bascular en el comunismo) en las versiones de finales de  1949, este cambio final de opinión en el último momento no se hará mención por lo espinoso del asunto con el fin de evitar pleitos posteriores y poner en peligro la totalidad del tratado
Es apoyándose en la omisión de las rocas de Liancourt en el Tratado de Paz que Japón basa su reivindicación sobre la soberanía de las islas, argumentando que ese tratado representa el establecimiento definitivo de su territorio, y la añade a la ciudad de Okinoshima, prefectura de Shimane, en las islas del archipiélago de Oki. Sin embargo, otra interpretación de este artículo sería que las islas mencionadas en el tratado no son más que ejemplos y no una lista exhaustiva, teniendo en cuenta el gran número de islas que rodean la península coreana. Los casos más difíciles que involucran a China y a Corea se han eludido, ambas ausentes a la hora de firmar y comprometidos en otros frentes, pues Corea se encontraba en plena guerra civil. No existe ninguna decisión que invalide el documento SCAPIN N. 677 en los demás instrumentos de la posguerra.
Poco después del final de la guerra de Corea, el presidente surcoreano Rhee a la hora de delimitar el territorio declara el 18 de enero de 1952 la soberanía de su país sobre la parte correspondiente a Corea del Sur del mar del Japón) que incluye el archipiélago; y en 1954, tomando control administrativo sobre las islas instalando un contingente permanente de guarda costas en 1954.

### Reivindicaciones más actuales

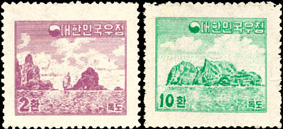
Sellos surcoreanos de 1954 representando las islas Dokdo.

Desde la llegada al poder de Jun'ichiro Koizumi, las reivindicaciones japonesas sobre las rocas de Liancourt se han hecho más notables. En 2005, Japón decide instaurar una festividad, el "día de Takeshima" mientras que los nuevos libros de texto japoneses se alinean con el gobierno afirmando la soberanía japonesa sobre las rocas de Liancourt.
Por su parte, para los coreanos, las rocas de Liancourt son el símbolo de su independencia de Japón. En efecto, las rocas de Liancourt fueron el primer territorio coreano anexionado por el Japón Imperial en 1905. Como lo observa James Brook:

Una gran parte de la cólera de Corea del Sur viene del conocimiento del hecho que, en 1905, las Rocas de Liancourt fueron la primera parcela de territorio coreano colonizado por Japón. En cinco años, Japón había colonizado completamente la península coreana. Las Rocas de Liancourt « son el primer territorio coreano perdido en provecho de Japón cuando Corea fue despojada de su soberanía », declaró el Consejo nacional de seguridad Coreana. « No es simplemente una cuestión de territorio, sino nada menos que una negación de la historia de nuestra liberación nacional y una justificación de la agresión. »

Fuera del símbolo político, las islas representan también en adelante un asunto económico y comercial de envergadura, fuente de litigios en cuanto a la delimitación de las zonas económicas exclusivas, determinantes para la pesca y la exploración submarina: doce millones de toneladas de peces fueron pescadas en 1985, antes de los acuerdos de 1998 y 2002 entre los dos países para limitar la pesca.
Corea del Norte considera por su parte que las islas pertenecen a la nación coreana y habla de una reivindicación pirata y anacrónica por parte del Japón.
Tras haber clasificado las rocas de Liancourt como territorio sin soberanía, el gobierno de los Estados Unidos reconoce desde el 31 de julio de 2008 la soberanía surcoreana sobre las islas Dokdo.
En 2012, la visita del presidente surcoreano, Lee Myung-bak, a las islas, provocó la llamada a consultas del embajador surcoreano en Tokio, para expresarle el descontento japonés por la vulneración del statu quo.

## Toponimia
El nombre coreano Dokdo se escribe 독도 en Hangul, en Hanja 獨島, que significa «isla solitaria» (con el nombre genérico do, 島 «isla»).
El nombre japonés Takeshima se escribe en Kanji 竹島, que significa «isla de bambú» (con el nombre genérico shima, 島 «isla»). El nombre específico japonés Take puede venir del japonés Take, 竹 «bambú», o de una transcripción fonética del coreano Dok-, pronunciado a la japonesa, o bien de un término medio entre las dos. El japonés reconoce la pronunciación coreana de la [d] como [t], ya que su alfabeto hiragana forma la [d] añadiendo dakuten («puntos») a la [t].
El nombre occidental de «rocas de Liancourt» hace referencia al ballenero francés Le Liancourt, el cual, partiendo de El Havre, «descubrió» el archipiélago el 27 de enero de 1849.
La forma «Rocas de Liancourt» es la más frecuente y cercana al origen de la denominación. A veces se puede encontrar una variante sin preposición: «rocas Liancourt» que en francés se explica por un cambio de referencia (posiblemente exportada a otros idiomas) del ballenero a su propio epónimo: el filántropo François Alexandre Frédéric de La Rochefoucauld, duque de Liancourt (1747–1827).

## Geografía
Los islotes están divididos en dos grupos: la Isleta este (en coreano: 동도/東島 Dongdo; en japonés: 女島 Onnajima): de 0,0733 kilómetros cuadrados (7,33 hectáreas) y la Isleta oeste (en coreano: 서도/西島 Seodo; en japonés: 男島 Otokojima): de 0,08864 kilómetros cuadrados (8,86 hectáreas). Su punto más alto es un sitio sin nombre en la Isleta oeste de 169 metros de altura (554 pies).
En total, hay cerca de 90 islotes y arrecifes. Estas rocas volcánicas se formaron en la era Cenozoica, concretamente entre 4,6 y 2 millones de años atrás. Un total de 37 de estos islotes son reconocidos como tierras fijas.

## Ecología
Los islotes son rocas volcánicas, con únicamente una fina capa de tierra y musgo. Se han encontrado habitando las rocas de Liancourt alrededor de 49 especies de plantas, 107 especies de aves, y 93 especies de insectos, además de la flora y fauna marina, que cuentan con 160 tipos de algas y 368 especies identificadas de invertebrados respectivamente. Aunque diariamente se encuentran entre 1100 y 1200 litros de agua dulce, se han instalado plantas de desalinización para el consumo humano, ya que el agua dulce existente sufre de contaminación por guano. Desde principios de los 70, se han plantado árboles y algunos tipos de flores. Según estudios históricos, existían árboles en los islotes, que supuestamente desaparecieron debido a la deforestación y a los bombardeos sobre las rocas de Liancourt. Una reciente investigación identifica diez husos, de 120 años. La ley internacional requiere la presencia de árboles en estos islotes para poder ser reconocidos como islas naturales en lugar de arrecifes.
Las rocas de Liancourt constituyen una importante reserva natural, notablemente para aves migratorias. El archipiélago, está protegido como « monumento natural» por la legislación surcoreana desde 1982.

## Demografía
Además de los dos ciudadanos coreanos de residencia permanente el acceso al archipiélago se encuentra relativamente restringido y, en vigilancia las 24 horas por oficiales de la policía nacional surcoreana. La restricción a su acceso ha ido disminuyendo paulatinamente con la emergente actividad turística patrocinada por la propia provincia de Gyeongsang del Norte tanto en sus principales islotes como el territorio marino colindante.

## Mapa

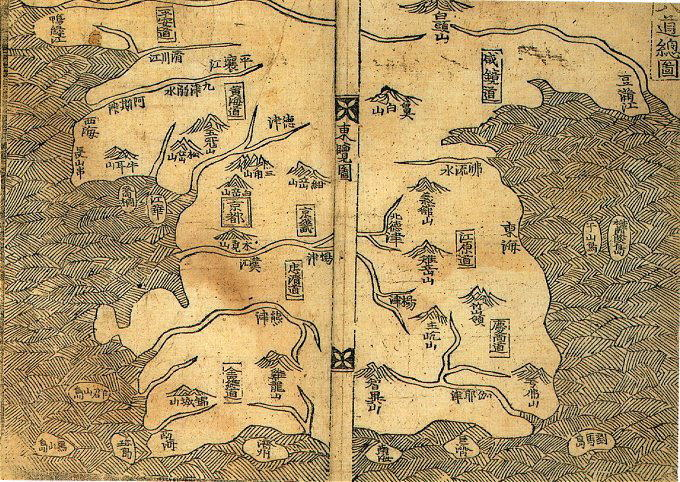
Dokdo (Usan, 于山) que se elaboró al oeste de Ulleungdo (鬱陵島). (1530, Corea)
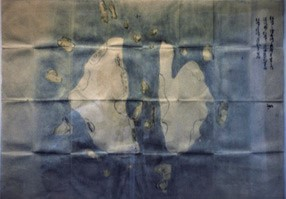
El mapa más antiguo de Liancourt. (1656, Japón)
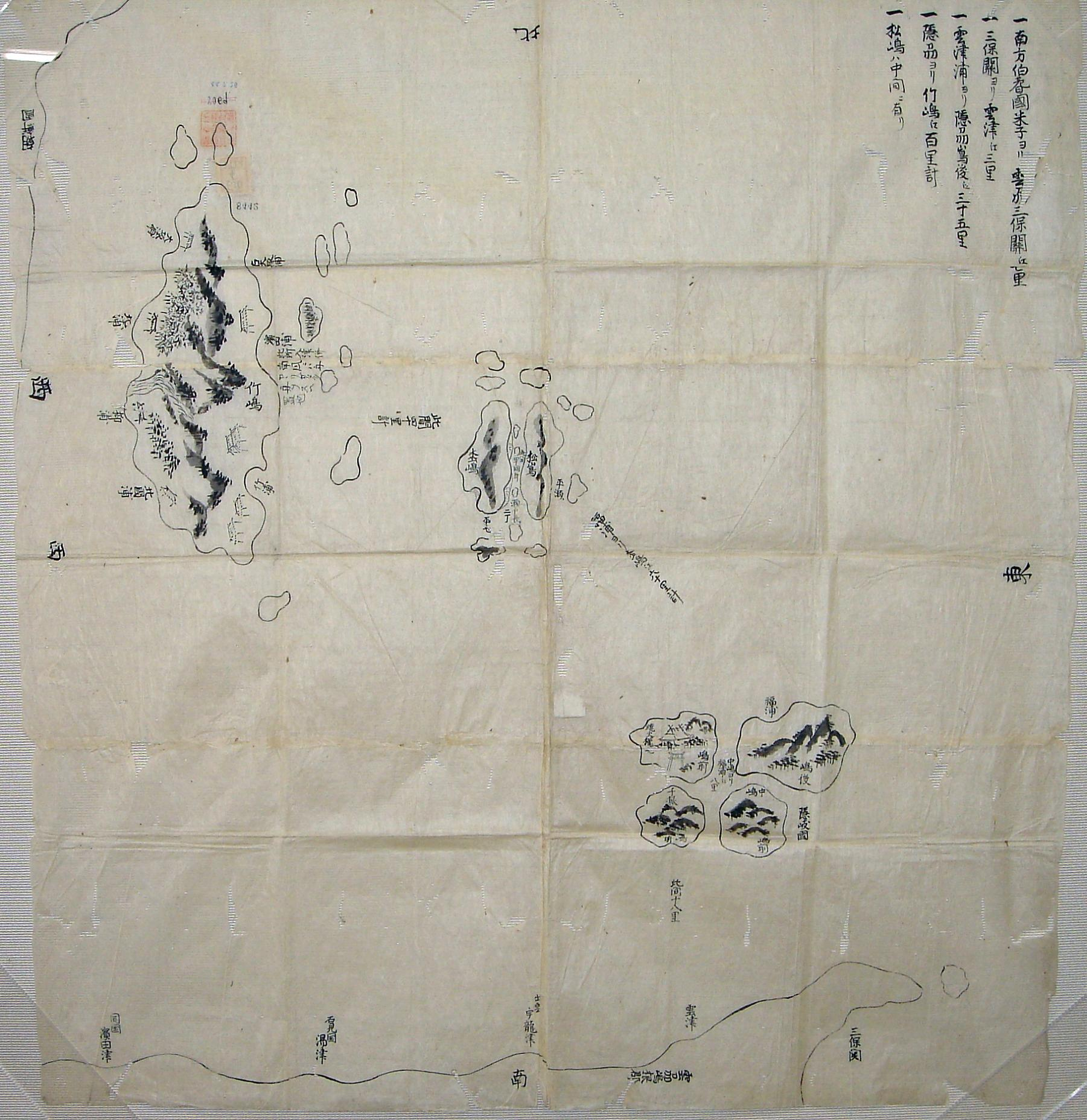
Islas Oki en la parte inferior derecha, Liancourt de en el centro y Ulleungdo de la izquierda. (1724, Japón)
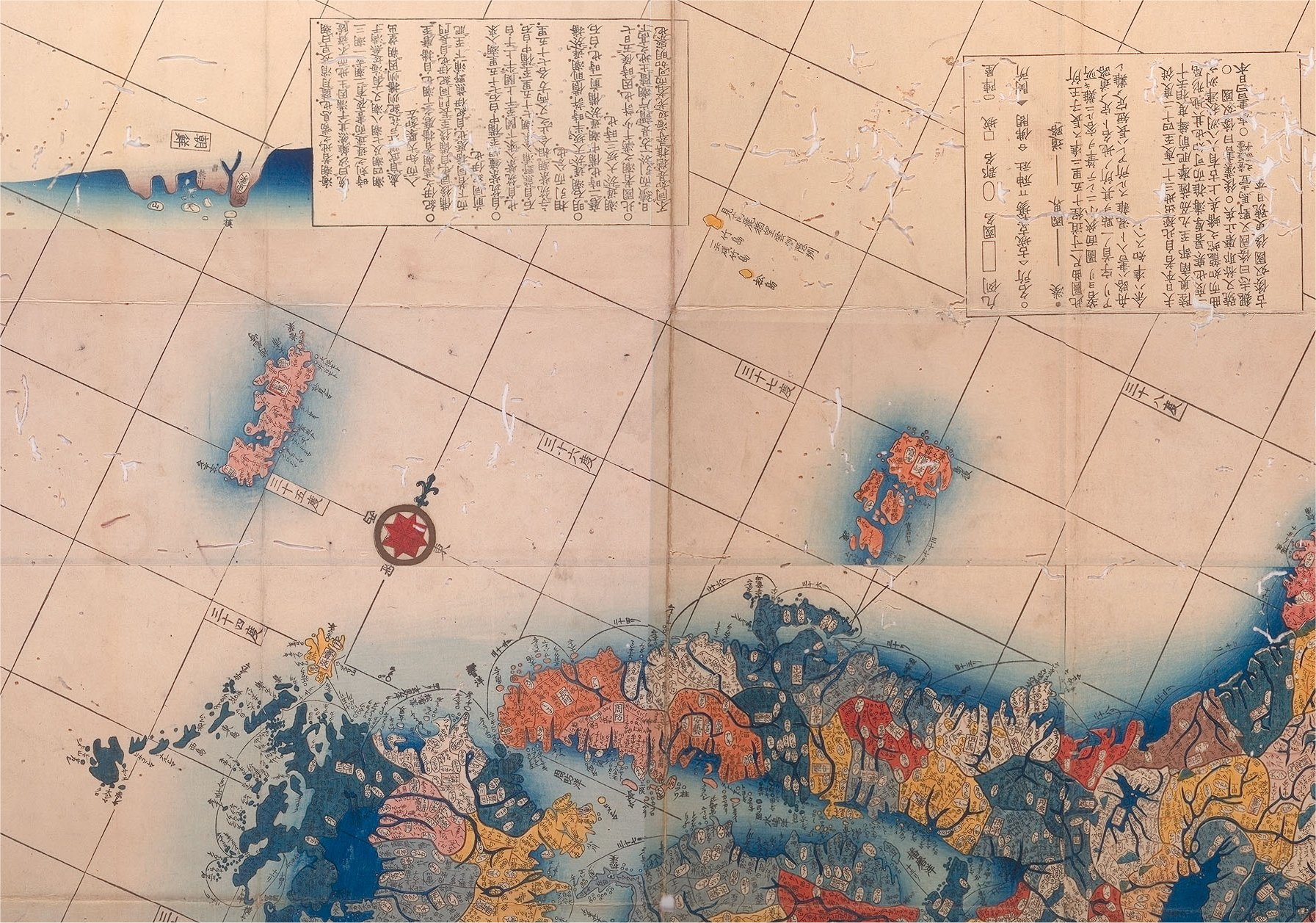
El mapa Liancourt (松嶋) y Ulleungdo (竹嶋) se dibujan en el mapa que se han dibujado las líneas de longitud y paralela.
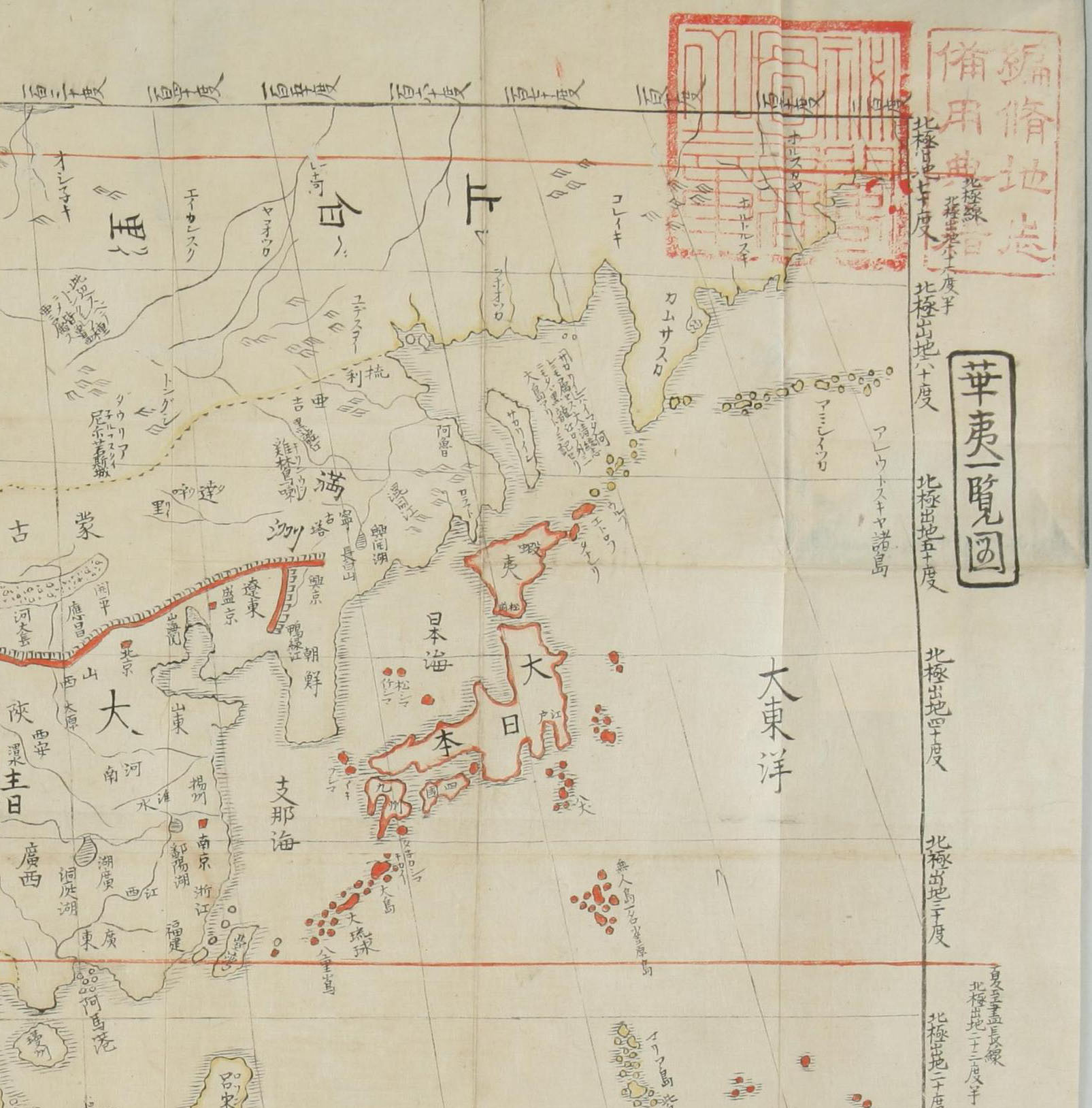
Se consideró que las rocas de Liancourt (松シマ) pertenecían al dominio de Japón. (1790, Japón)
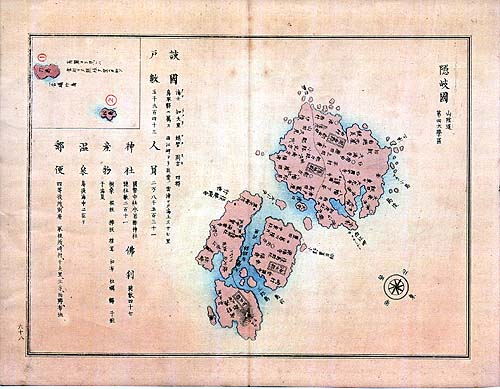
Las rocas de Liancourt se han dibujado como una isla diferente de la isla de Oki. (1875, Japón)
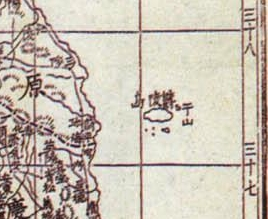
Dokdo (Usan) fue diseñado justo al lado de Ulleungdo. (1899, Corea)

## Enlaces
- Cyber Dokdo History Hall
- Los Hechos Históricos de la disputa de Dokdo/Takeshima entre Corea y Japón por Steve Barber
- La Historia de Dokdo (10 Feb 2007) Fundación de Historia del Noreste Asiático
- Museo de Dokdo en Corea
- Takeshima es territorio japonés: página web del Gobierno de la Prefectura de Shimane, Japón
- La posición japonesa sobre Takeshima, del Ministerio de Exteriores japonés
  - LOS 10 PUNTOS PARA ENTENDER EL ASUNTO DE TAKESHIMA (pdf)
  - La verdad tras el panfleto sobre Dokdo/Takeshima (Respuesta a "LOS 10 PUNTOS PARA ENTENDER EL ASUNTO DE TAKESHIMA") (pdf)
- Artículo de la Stanford University
- La Disputa Territorial sobre Dokdo

- Datos: Q20317
- Multimedia: Liancourt Rocks / Q20317